# Goose house
Goose house (グースハウス) là nhóm nhạc Nhật Bản. Ban đầu, nhóm được hình thành vào năm 2010 với tên gọi ban đầu là "PlayYou.house". Xuất phát điểm như một dự án được Sony tài trợ, hàng tuần họ biểu diễn live thông qua Ustream và Youtube. Đến năm 2011, sau khi dự án kết thúc, PlayYou.house đổi tên thành Goose house, chính thức bắt đầu sự nghiệp âm nhạc của riêng mình. Họ chủ yếu tập trung hoạt động ở trên YouTube và trình diễn hoà nhạc ở trên kênh âm nhạc USTREAM khoảng một lần một tháng. Những ca khúc trên kênh YouTube của nhóm đa phần là hát lại những ca khúc có sẵn, song những đĩa đơn phát hành của nhóm đều là ca khúc do nhóm sáng tác và thể hiện. Trong quá trình hình thành, Goose house có ít nhiều sự xáo trộn về nhân sự. Số lượng thành viên thường trong khoảng từ 7 – 8 người. Tất cả các thành viên đều sở hữu khả năng ca hát và chơi tốt các loại nhạc cụ khác nhau.
Từ năm 2011 đến nay, Goose house nay đã có hơn 2 triệu lượt theo dõi, trong đó ca khúc do nhóm tự sáng tác và được sử dụng làm ca khúc mở đầu trong mùa 1 của phim anime Lời nói dối tháng tư với tựa đề Hikaru Nara (光るなら) đạt tới 30 triệu lượt xem.
Ngày 26 tháng 11, 5 thành viên, Shuhei Kudo, Kei Takebuchi, Manami, Sayaka, và Watanabe Shuhei, thông báo sẽ rời nhóm. Cùng ngày, dự án mới "Play.Goose" được bắt đầu, với sự tham gia của 4 trên 5 thành viên, bao gồm  Shuhei Kudo, Manami, Sayaka, và Watanabe Shuhei.
Ngày 4 tháng 12, thành viên Saito Johnny lần đầu tiên cập nhật lại trên Twitter của anh ấy sau 3 tuần. Anh thông báo mình không chính thức tham gia vào dự án mới. Hơn nữa, cập nhật này cũng thông báo rằng 5 thành viên gồm Shuhei Kudo, Kei Takeku, Manami, Sayaka, và Watanabe Shuhei đã kết thúc hợp đồng với công ty chủ quản, Goose House Co., Ltd.

## Tiểu sử
Tên nhóm Goose house bắt nguồn từ loài chim di trú ngỗng. Các thành viên của nhóm xem mình là loài chim di trú trong "ngôi nhà" của mình. Họ gọi "ngôi nhà" là vì tất cả các ca khúc đăng tải trên kênh YouTube của nhóm đều được quay ở trong nhà.。

## Thành viên

### Thành viên hiện tại
Saito Johnny (齊藤ジョニー)
Ca sĩ, guitar

### Thành viên cũ
d-iZe
Ca sĩ, piano, trumpet
Kimura Masahide (木村正英)
Ca sĩ, piano
Kanda Rioka (神田莉緒香)
Ca sĩ, piano
Takezawa Migiwa (竹澤汀)
Ca sĩ, acoustic guitar, cajon
Takebuchi Kei (竹渕慶)
Ca sĩ
Kudo Shuhei (工藤秀平)
Ca sĩ, guitar, harmonica, beat box. Biệt danh là "kudo-kun" hoặc "kudo-san". Cậu từng là trưởng nhóm Goose house.
Manami (マナミ)
Ca sĩ, guitar
Sayaka (沙夜香)
Ca sĩ, piano
Watanabe Shuhei (渡辺修平)
Ca sĩ, guitar, bass